# Found footage (technika filmowa)
Found footage – technika filmowa, w której film stylizowany jest na znalezione amatorskie nagranie, a wydarzenia prezentowane są z perspektywy kamery należącej zwykle do jednego z bohaterów filmu.

## Historia i charakterystyka
Pierwotnie termin found footage używany był w innym kontekście, pojęć tych nie należy ze sobą mylić.
Pierwsze filmy found footage powstały już w latach 70., lecz technika ta zyskała większą popularność po sukcesie filmu Blair Witch Project w 1999 roku. Konwencja found footage jest najczęściej spotykana w horrorach (Nadzy i rozszarpani, Blair Witch Project, Paranormal Activity, REC, V/H/S), ale bywa również stosowana w filmach z innych gatunków (Projekt: Monster, Kronika, Projekt X).